# Zaretis monops
Zaretis monops är en fjärilsart som beskrevs av Felix Bryk 1953. Zaretis monops ingår i släktet Zaretis och familjen praktfjärilar. Inga underarter finns listade i Catalogue of Life.